# Jüdischer Friedhof (Warstein)

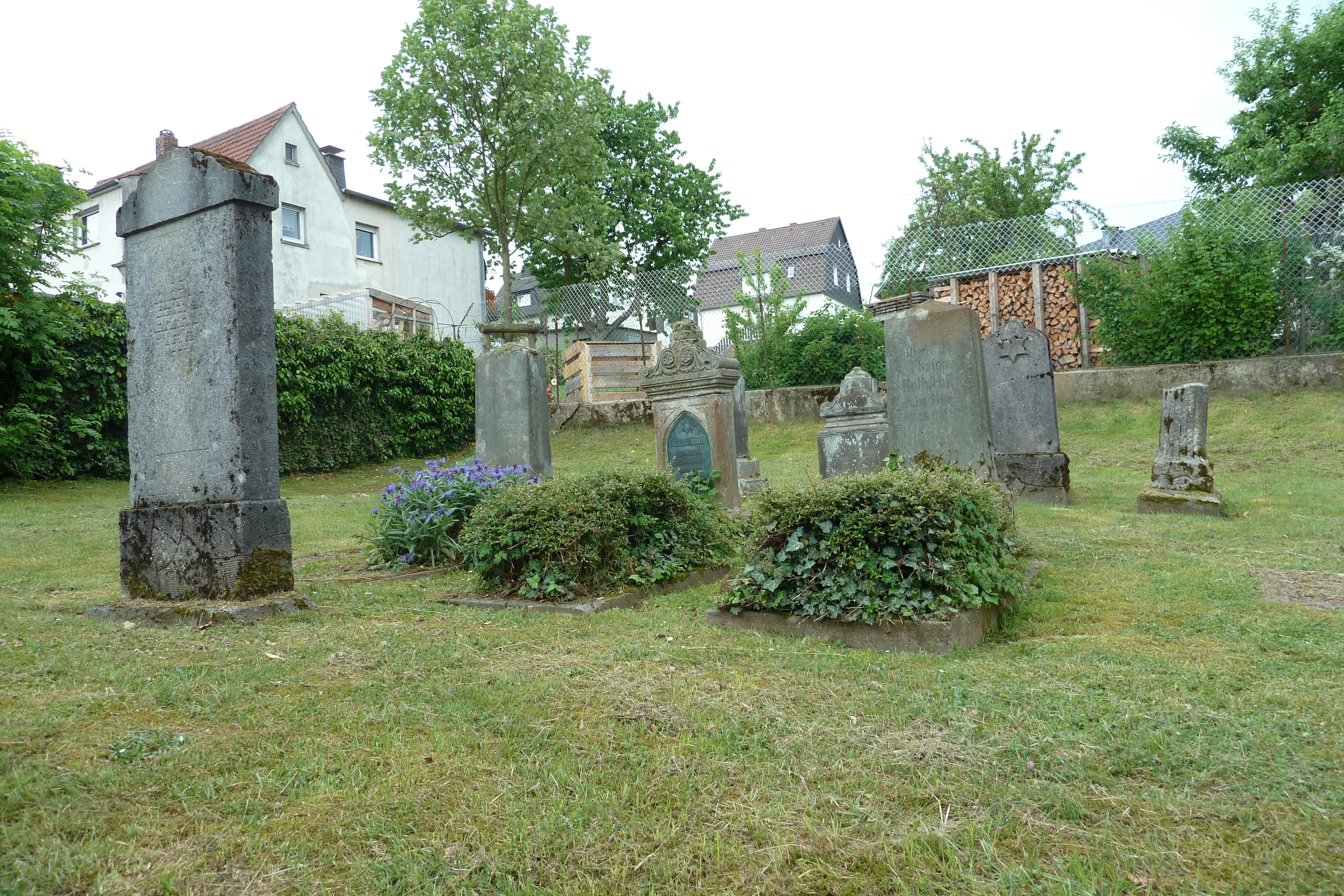
Jüdischer Friedhof in Warstein

Der Jüdische Friedhof Warstein ist ein Begräbnisplatz der Juden in der sauerländischen Stadt Warstein. Er steht unter Denkmalschutz.
Der jüdische Friedhof liegt unterhalb des ehemaligen Ortskerns an der Straße Zur Alten Kirche Ecke Am Mühlenbruch. Er wurde ab dem 19. Jahrhundert bis 1937/38 belegt. Zuletzt wurden Max und Berta Arensberg bestattet. Auf dem Friedhof sind noch 18 Grabsteine vorhanden.